# 3-カルボキシ-cis,cis-ムコン酸シクロイソメラーゼ
3-カルボキシ-cis,cis-ムコン酸シクロイソメラーゼ(3-carboxy-cis,cis-muconate cycloisomerase、EC 5.5.1.2)は、以下の化学反応を触媒する酵素である。
2-カルボキシ-2,5-ジヒドロ-5-オキソフラン-2-酢酸{\displaystyle \rightleftharpoons }cis,cis-ブタジエン-1,2,4-トリカルボン酸
従って、この酵素の基質は2-カルボキシ-2,5-ジヒドロ-5-オキソフラン-2-酢酸、生成物はcis,cis-ブタジエン-1,2,4-トリカルボン酸である。
この酵素は異性化酵素、特に分子内リアーゼに分類される。系統名は、2-カルボキシ-2,5-ジヒドロ-5-オキソフラン-2-酢酸 リアーゼ(脱環化)(2-carboxy-2,5-dihydro-5-oxofuran-2-acetate lyase (decyclizing))である。この酵素は、ヒドロキシル化による安息香酸の分解に関与している。

## 構造
2007年末時点で、1つの構造が解明されている。蛋白質構造データバンクのコードは、1Q5Nである。